# Eco
|  | Per a altres significats, vegeu «Eco (desambiguació)». |

L'eco o tornaveu és un fenomen relacionat amb la reflexió del so per una superfície o un objecte. Quan el so original s'ha extingit, encara s'escolta, retorna en forma d'ona sonora reflectida. El retard en la recepció de l'eco està directament relacionat amb la distància de la superfície reflectora, és degut al camí d'anada i tornada que és més llarg que el recorregut pel so original.
Es produeix eco quan l'ona sonora es reflecteix perpendicularment en una paret. Perquè es produeixi eco, la superfície reflectora ha d'estar separada del focus sonor una determinada distància: 17 m per a sons musicals i 11,34 m per a sons secs, el que es deu a la persistència acústica.
L'orella pot distingir separadament sensacions que estiguin per sobre del temps de persistència acústica, que és 0,1 s per a sons musicals i 0,07 s per a sons secs (paraula). Per tant, si l'orella capta un so directe i, després dels temps de persistència especificats, capta el so reflectit, s'apreciarà l'efecte de l'eco. Normalment això es dona a les muntanyes.